# دورگون (خوفد)
شهرستان دورگون (به زبان مغولی: Дөргөн сум، [Dörgön sum]؛ ᠳᠥᠷᠦᠭᠡᠨ ᠰᠤᠮᠤ، [dörügen sumu]) یک شهرستان (سُوم) در مغولستان است که در استان خوفد واقع شده‌است. دورگون ۴٬۱۲۸ کیلومتر مربع مساحت دارد.

## تقسیمات اداری
شهرستان دورگون متشکل از ۴ قصبه (باغ) می‌باشد، شامل:
- آرغالانت (مغولی: Аргалант баг، [Argalant bag]؛ ᠠᠷᠭᠠᠯᠠᠩᠲᠤ ᠪᠠᠭ، [arɣalaŋtu baɣ])
- آغواش (مغولی: Агваш баг، [Agvaš bag]؛ ᠠᠭᠸᠠᠰᠢ ᠪᠠᠭ، [aɣwaši baɣ])
- اوگومور (مغولی: Өгөөмөр баг، [Ögöömör bag]؛ ᠥᠭᠭᠢᠶᠡᠮᠦᠷ ᠪᠠᠭ، [öggiyemür baɣ])
- سیر (مغولی: Сээр баг، [Seer bag]؛ ᠰᠡᠭᠡᠷ ᠪᠠᠭ، [seger baɣ])